# Goran Vuković
Goran Vuković (v srbské cyrilici Горан Вуковић; přezdívkou Мајмун/Majmun – doslova Opice 1959, Bělehrad, Jugoslávie – 12. prosince 1994, Bělehrad, Svazová republika Jugoslávie) byl srbský mafián.
Svoji přezdívku získal díky zdatnému lezení po budovách, kterému se věnoval během raných let zločinecké činnosti. Přestože strávil značnou část svého života v Německu, byl považován za člena Voždovackého gangu. Reputaci získal díky vraždě bosse srbské mafie v Německu, Ljubomira Magaše, ke které došlo v listopadu 1986 před budovou místního soudu ve Frankfurtu nad Mohanem.
Vuković byl následně 5 let vězněn; po odpykání trestu se vrátil do Jugoslávie, kde přežil celkem pět pokusů o atentát. Kvůli zabití bývalého bosse jugoslávského podsvětí si nadělal značné množství nepřátel. Útočníci se pokusili Vukovićovi vzít život různými způsoby, včetně vypálení protitankové střely na jeho automobil. V prosinci 1994 byl zabit pětadvaceti výstřely po odchodu z bělehradské restaurace. Sám Vuković se domníval, že byl zabit proto, že otevřeně mluvil o obchodu s drogami v jugoslávské policii. Byl toho názoru, že tehdejší politické vedení země mělo seznam zločinců k likvidaci, na němž se nacházelo jeho jméno.